# Multi-User Chat
Multi-User Chat, también conocido como MUC, es un robusto protocolo de conferencia basado en XMP.
Fue desarrollado como un sistema de chat en grupo para extender la funcionalidad de clientes Jabber/XMPP, cuyo protocolo sólo permite establecer conferencias entre 2 personas. Ha sido acogido como propuesta de extensión XEP-0045, y se ha incluido de forma nativa en el programa servidor ejabberd.
Aunque existen otras propuestas para incorporar conferencias en grupo, el sistema de charlas en grupo MUC es la que poco a poco se está implantando, gracias a sus enormes posibilidades en moderación y configurabilidad, inspiradas en el conocido IRC, y mejoradas.

## Tipos de salas de charla
Las salas puede ser:
- Visible u oculta: las salas ocultas no aparecen en las listas de salas, mientras que las visibles sí.
- Permanente o temporal: si es temporal, se eliminará en cuanto quede vacía.
- Solo para miembros o abierta: si es para miembros, sólo pueden acceder aquellos que estén en la lista de miembros de la sala. Si es abierta no es necesario.
- Protegida por contraseña o no: para acceder será necesario introducir una contraseña.
- Moderada o no moderada: si es moderada, solo podrán hablar aquellos usuarios con voz.
- No anónima o semi anónima: si no es anónima cualquier usuario puede ver el JID de otro. si es semi anónima, sólo pueden verlo los administradores de la sala. También sería posible la adopción de salas totalmente anónimas, donde nadie puede ver el JID de ninguno de los integrantes, pero esto no ha sido avalado por el XEP.

## Afiliaciones y roles
Todo usuario en una red MUC posee, respecto a cada sala, dos aspectos que definen su relación con esta: el rol que actualmente juega en ella y la afiliación que tiene con esta sala.

### Roles
El rol del usuario en la sala tiene relación con el estado actual respecto a ella, no poseen una persistencia clara y cambian con cada entrada del usuario en la red o por acciones llevadas a cabo por usuarios con los debidos privilegios.
- Moderador: suelen poseer un mayor número de privilegios.
- Participante: es el rol que adquiere un usuario no afiliado al entrar en una sala no moderada. Poseen menos privilegios que los moderadores, pero siempre tienen permitido el enviar mensajes.
- Visitante: es el rol que adquiere un usuario no afiliado al entrar en una sala moderada. Posee menos privilegios que el participante.
- Ninguno (sin rol en la sala): son los usuarios que no están dentro de la sala.

### Afiliaciones
La afiliación de cada usuario en la sala queda registrada en el servidor de un modo más persistente, sin verse alterada tras la salida del usuario de la red. Para cada tipo de afiliación existe una lista de usuarios afiliados que sólo puede ser modificada por aquellos con los debidos privilegios.
- Propietario
- Administrador
- Miembro
- Usuario inadmitido
- Ninguno (sin afiliación en la sala)